# مونتینی-له-مس
شهر مونتینی-له-مس (به فرانسوی: Montigny-lès-Metz) در شهرستان موزل در ناحیه لورن با جمعیت ۲۲٬۸۴۳ نفر در کشور فرانسه واقع شده است